# SN 2010ig
SN 2010ig – supernowa typu Ib odkryta 28 września 2010 roku w galaktyce UGC 1306. W momencie odkrycia miała maksymalną jasność 18,90m.